# Wilhelm Saultemouche
Wilhelm Saltemouche SJ, (ur. 1556 w Saint-Germain-l’Herm, we Francji, zm. 7 lutego 1593 w Aubenas) – francuski błogosławiony Kościoła katolickiego, męczennik, ofiara hugonockich prześladowań antykatolickich.

## Życiorys
Wilhelm Saltemouche urodził się w 1556. W 1579 wstąpił do jezuitów i tam realizował powołanie jako brat zakonny. Powołanie realizował z prostotą i posłuszeństwem. Ceniony był za łagodny charakter. Służył w Billom, Clermont, a od 1579 roku pełnił funkcję koadiutora w Verdun. Wykonywał czynności porządkowe w klasztorach i kolegiach na terenie Pont-à-Mousson, Paryża, Lyonu. Pod koniec listopada 1592 wysłano go do Tournon, gdzie został przydzielony do wspierania w czasie misji w Aubenas ojca Jakuba Salèsa udającego się tam na zaproszenie gubernatora. Na początku lutego miasto opanowali hugenoci i został aresztowany, a gdy nie chciał opuścić współbrata zamordowany przez zasztyletowanie. W 1898 ich relikwie zostały przeniesione do kaplicy Saint-Claire wzniesionej w miejscu męczeństwa.

## Znaczenie
Wilhelm Saltemouche był ofiarą kampanii prowadzonej przez przybyłych z Genewy predykantów nawołujących do zniesienia katolickiego „bałwochwalstwa” i wytępienia „papizmu”.
Beatyfikowany przez papieża Piusa XI 6 czerwca 1926 razem z Jakubem Salèsem. Dies natalis (7 lutego) jest dniem, kiedy wspominany jest w Kościele katolickim, a przez jezuitów także 19 stycznia.